# 8952 ODAS
أو دي أي أس (ويعرف أيضًا باسم 8952 أو دي أي أس وفق تسمية الكوكب الصغير) (بالإنجليزية: ODAS)‏ هو كويكب ضمن حزام الكويكبات؛ وترتيبه 8952 من حيث الاكتشاف.
اكتُشف هذا الجُرم الفلكي بواسطة OCA–DLR Asteroid Survey ‏ في 2 مارس 1998، وأُطلق عليه هذا الاسم نسبةً إلى OCA–DLR Asteroid Survey ‏.

## وصلات خارجية
- 8952 ODAS في قاعدة بيانات مختبر الدفع النفاث لأجرام النظام الشمسي الصغيرة

- الاكتشاف · مخطط المدار ·  العناصر المدارية · المعلمات المادية

- 8952 ODAS على موقع ويكي سكاي: DSS2, SDSS, GALEX, IRAS, Hydrogen α, X-Ray, Astrophoto, Sky Map, Articles and images